# Liolaemus laurenti
Liolaemus laurenti este o specie de șopârle din genul Liolaemus, familia Tropiduridae, descrisă de Richard Etheridge în anul 1992. Conform Catalogue of Life specia Liolaemus laurenti nu are subspecii cunoscute.